# Bill Haywood
William Dudley Haywood (Salt Lake City, 4 de febrero de 1869 - Moscú, 18 de mayo de 1928), más conocido como Bill Haywood, fue un líder sindical y figura central del movimiento obrero estadounidense, notable por haber sido dirigente de la Western Federation of Miners, así como miembro fundador y dirigente del sindicato Industrial Workers of the World (IWW) y miembro del Comité Ejecutivo del Partido Socialista de América (SPA). Durante las dos primeras décadas del siglo XX participó en varias de las luchas obreras más importantes suscitadas en los estados de Colorado, Massachusetts y Nueva Jersey, en Estados Unidos.
Asimismo, Haywood fue un defensor del sindicato de ramo, una filosofía de trabajo que favoreciera la organización de todos los trabajadores de una industria con un sindicato, independientemente del comercio específico o nivel de habilidad, lo que fue un gran contraste con los sindicatos de oficio que prevalecían en ese momento, tales como la Federación Estadounidense del Trabajo (AFL). Su creencia de que los trabajadores de todas las etnias debían unirse, hizo que se enfrentaran muchos sindicatos. Su marcada preferencia por la acción directa sobre las tácticas de política le separó del SPA, y contribuyó a su despido en 1912.
Haywood fue en varias ocasiones el blanco de persecuciones en conflictos violentos. En 1907, estuvo involucrado en un juicio por el asesinato del antiguo gobernador de Idaho, Frank Steunenberg, en el que hicieron uso de pruebas falsas y testimonios contra él, en un proceso del que, a fin de cuentas, fue absuelto. En 1918 se comenzó un juicio nuevamente contra él y otros 100 dirigentes sindicales, siendo declarados culpables por violar la Ley de Espionaje de 1917. Mientras estaba en libertad, en 1921 en espera del proceso de apelación, huyó a la Unión Soviética, donde vivió por el resto de su vida. Es uno de los cinco ciudadanos estadounidenses cuyos restos descansan en la Necrópolis del Kremlin.

## Biografía

### Primeros años
William D. «Big Bill» Haywood nació en 1869 en Salt Lake City, en Utah, siendo el hijo de un empleado del Pony Express que murió de neumonía cuando él contaba apenas con tres años de edad. Cuando tenía nueve años, se hirió con una navaja en el ojo derecho accidentalmente, mientras tallaba una honda, lo cual le significó perder la visión por este ojo. De hecho, jamás se molestó en adquirir una prótesis y, para ocultar su evidente mutilación, en todos sus retratos aparece vuelto hacia la izquierda. Ese mismo año empezó a trabajar en las minas, siendo así que nunca llegó a completar ningún tipo de educación formal. Después de algunos intentos de hacerse vaquero o pionero, desistió y volvió a la minería. Su interés surgió entonces, a raíz de graves acontecimientos como la supresión de los Molly Maguires, la revuelta de Haymarket en 1886 y la Huelga Pullman en 1894.

### Relación con la Federación Occidental de Mineros
En 1896, Ed Boyce, presidente de la Federación Occidental de Mineros (WMF), dio un discurso en la mina de plata de Idaho, donde Haywood estaba trabajando. Animado por su discurso, este último se afilió a la WMF, iniciando así formalmente su relación con el movimiento obrero y sindical estadounidense.
Haywood se convirtió inmediatamente en un miembro activo de la WMF, y hacia 1900 ya era miembro del Comité General Ejecutivo del sindicato a nivel nacional. En 1902, fue nombrado tesorero de la WMF, el segundo puesto en importancia tras el presidente, Charles Moyer. Ese año, el WMF se vio implicado en las Guerras de Trabajo de Colorado, una pugna centrada en el distrito minero de Cripple Creek que duró varios años y acabó con la vida de 33 mineros, sindicados y no sindicados. La WMF inició una serie de huelgas con el objetivo de extender los beneficios del sindicato a otros trabajadores, sometidos a durísimas condiciones laborales y salarios opresivos. La derrota de estas huelgas condujo a Haywood a planear un «Único Gran Sindicato» organizado verticalmente según distintas líneas industriales, con el objetivo de ofrecer una base de apoyo mayor a la clase obrera, en cuanto a luchas sindicales se refiere.

### Fundación de la IWW
A finales de 1904, varios eminentes sindicalistas se reunieron en Chicago para sentar las bases de un nuevo movimiento revolucionario. El manifiesto allí redactado se envió a todo el país, e invitaba a los sindicados a la convención fundacional del nuevo sindicato, que iba a convertirse en Industrial Workers of the World (IWW).
En la mañana del 27 de junio de 1905, Haywood se dirigió a la multitud reunida en el Brand's Hall de Chicago. Entre la audiencia se encontraban 200 delegados de organizaciones obreras de todo el país, representando a socialistas, anarquistas, mineros, sindicados del sector industrial y trabajadores descontentos en general. Haywood inauguró la primera convención con el siguiente discurso:

Camaradas trabajadores, [...] abrimos el Congreso Continental de la clase trabajadora. Estamos aquí para confederar los trabajadores de este país en un movimiento de clase obrera cuyo objetivo es la emancipación de la clase trabajadora de las ataduras a la esclavitud del capitalismo.[...] Los propósitos y fines de esta organización deberán enfocarse en llevar a la clase trabajadora a la posesión de poder económico y medios de vida, al control de la maquinaria de producción y distribución, sin dependencia de amos capitalistas.

Otros oradores en la convención fueron Eugene Debs, líder del Partido Socialista de América, y la madre Mary Harris Jones, una de los organizadoras del sindicato United Workers of America. Desde su fundación, la IWW se iría implicando más agresivamente en el movimiento laboral.

### Juicio por asesinato
El 30 de diciembre de 1905 Frank Steunenberg, exgobernador de Idaho que se había opuesto a los mineros en varias huelgas sindicales, murió por una explosión de bomba, justo enfrente de su casa, en Caldwell. Harry Orchard, un antiguo miembro de WFM que había ejercido como guardaespaldas de Charles Moyer, fue arrestado por este crimen, por evidencias que se encontraron del delito en la habitación del hotel en que se alojaba. El afamado detective de Allan Pinkerton, James McParland, quien se había infiltrado y ayudado a destruir a los Molly Maguires, fue puesto a cargo de la investigación.
Antes de que el juicio tuviera lugar, McParland ordenó que Orchard fuese enviado al corredor de la muerte en la prisión de Boise, con raciones restringidas y puesto bajo vigilancia constante. Después de que McParland hubo llevado a cabo su investigación, se citó con Orchard para una «suntuosa cena» seguida de puros. El detective de Pinkerton le dijo a Orchard que podría evitar ir a la horca si implicaba a los líderes del WFM en el asesinato. Además de utilizar la amenaza de la pena capital, McParland le ofreció comida, cigarros puros, un mejor tratamiento, la liberación de todos los cargos y una suma económica si Orchard cooperaba. El detective obtuvo una confesión de 64 páginas de Orchard, en la que este se autoinculpaba de toda una serie de delitos y al menos diecisiete asesinatos.
McParland entonces recurrió a falsos documentos para lograr la extradición: en estos, se afirmaba que líderes del WFM habían sido vistos en la escena del asesinato de Steunenberg. De esta forma, el detective cruzó el estado hasta Denver, Colorado, y arrestó a Haywood, Moyer y George Pettibone. El 17 de febrero de 1906, en lo que el escritor Peter Carlson describió como «un plan de secuestro», McParland obligó por la fuerza a los tres hombres a subir a un tren especial y los extraditó así a Idaho antes de que los juzgados de Denver pudiesen intervenir. Los secuestrados eran tan conocidos que incluso el presidente de la Federación Estadounidense del Trabajo (AFL) Samuel Gompers, quien tenía poco afecto a los miembros del WFM, llamó a su sindicato para reunir fondos para la defensa. Adicionalmente, falló un recurso de habeas corpus en la Corte Suprema de los Estados Unidos, con solo el voto en contra del juez Joseph McKenna.
El juicio de Haywood empezó el 9 de mayo de 1907, con la defensa a cargo del célebre jurista de Chicago, Clarence Darrow. El gobierno tenía tan solo el testimonio de Orchard, el terrorista que se autoinculpó, para probar la culpabilidad de Haywood y los otros acusados, y Darrow supo manejar con habilidad el tema del pasado violento de Orchard. Durante el juicio, Orchard admitió que había actuado como un espía a sueldo de la Asociación de Propietarios de Minas, trabajando en efecto como un agente doble. Admitió igualmente haber recibido dinero de los detectives de Pinkerton, y haber causado explosiones durante las disputas mineras previas a su relación con Moyer o Haywood. Después del discurso final de Darrow (que arrancó lágrimas a una parte de la concurrencia), el jurado absolvió a Haywood. Darrow estaba enfermo y por ello se retiró del siguiente juicio contra George Pettibone, dejando al juez Hilton, de Denver, a cargo de su defensa. Después de que un segundo jurado absolviera a Pettibone, se retiraron los cargos contra Moyer, el tercer acusado.

### Huelga textil de Lawrence

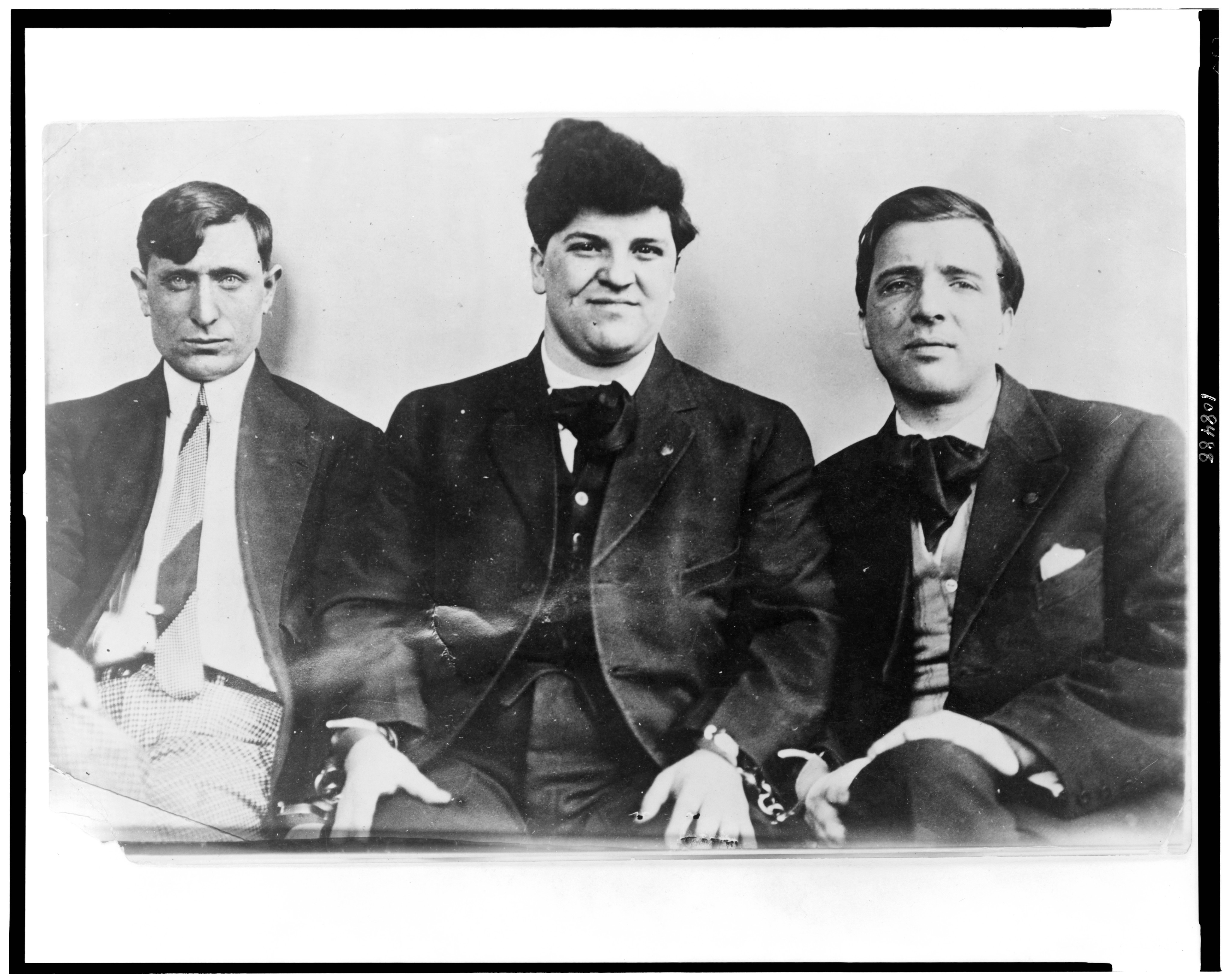
De izquierda a derecha:Joseph Caruso, Joseph J. Ettor y Arturo Giovannitti, detenidos.

Bill Haywood había abandonado la WFM y concentraba su esfuerzos en la IWW cuando la huelga en Lawrence (Massachusetts) se convirtió en el foco de la atención pública. El 11 de enero de 1912, los trabajadores del centro textil de Lawrence dejaron sus puestos de trabajo en protesta contra un recorte de salarios. Al cabo de una semana, se estimó a un total de 20.000 trabajadores que se encontraban en huelga. La IWW ya tenía cierta influencia en Lawrence y por tanto asumió el liderazgo de la huelga.
Las autoridades respondieron apelando a la policía, originándose así una rápida escalada de violencia. Los miembros del IWW local, Joseph Ettor y Arturo Giovannitti, fueron encarcelados por la acusación del asesinato de Anna LoPizzo, una huelguista, a pesar de que diecinueve testigos habían afirmado que fue muerta por el fuego policial. Se declaró entonces la ley marcial, y como respuesta, Haywood y otros organizadores llegaron para asumir la dirección de la huelga. Cuando se produjo la detención forzosa de un grupo de mujeres y niños que estaban siendo evacuados de la ciudad, se habló de un «ultraje nacional» que llegó a los oídos de un congresista e incluso llamó la atención del entonces presidente estadounidense William Howard Taft, quien presionó a los propietarios de la industria textil para hacerles negociar con los huelguistas. El 12 de marzo, los propietarios accedieron a todas las demandas de los huelguistas, terminando oficialmente con el paro.
Sin embargo, Haywood y la IWW no habían terminado aún su tarea en Lawrence; a pesar del fin de la huelga, Ettor y Giovannitti seguían en prisión. Haywood amenazó a las autoridades con otra huelga, diciendo: «Abran las puertas de la cárcel o cerraremos las puertas de las fábricas». A pesar de los procedimientos legales y un paro de un día, acontecido el 30 de septiembre, no lograron que las autoridades retirasen los cargos. No fue sino hasta el 26 de noviembre que Ettor y Giovannitti fueron absueltos de todos los cargos.

### Participación en el Partido Socialista de América
Durante muchos años, Haywood se desempeñó como un miembro activo del Partido Socialista de América (SPA). Habiendo sido siempre marxista en cuanto a sus opiniones políticas, hizo campaña por Eugene Debs durante las elecciones presidenciales de 1908, viajando para ello en tren con él por todo el país. Haywood también representó al SPA como delegado en el Congreso de la II Internacional celebrado en 1910. En 1912 fue elegido miembro de la ejecutiva del SPA.
Sin embargo, las tácticas «agresivas» de Haywood y el IWW, junto a su exigencia de abolición del entonces vigente sistema salarial y la derogación del capitalismo, crearon cierta tensión con los miembros más moderados del SPA. Haywood y el IWW se enfocaban en la acción directa y las huelgas, derivadas con frecuencia en violencia, por encima de las tácticas políticas. En un partido opuesto a la violencia y preocupado por su «respetabilidad», Haywood llamó abiertamente a socialistas y trabajadores a practicar el sabotaje y a afrontar penas de cárcel con el objetivo de acelerar el estallido revolucionario. Este conflicto derivó en su expulsión del Comité Ejecutivo en enero de 1913, si bien miles de miembros del IWW dejaron el Partido también, en solidaridad con él.
Poco después, en 1913, Haywood estuvo implicado en la huelga de las fábricas de seda Paterson; él y más de mil huelguistas marcharon por las calles y asistieron a una gran manifestación en el Madison Square Garden. Fue detenido junto a cientos de manifestantes durante el curso de la misma. A pesar de un largo y duro esfuerzo, la huelga se desconvocó como un fracaso el 28 de julio de 1913.

### Juicio por espionaje
A menudo, Haywood y el IWW se enfrentaron directamente con la política gubernamental durante sus acciones sociales. El estallido de la Primera Guerra Mundial dio al Gobierno federal la oportunidad de tomar acciones legales contra Haywood y el IWW. Tomando como pretexto la entonces recientemente publicada Acta de Espionaje de 1917, el Departamento de Justicia allanó e irrumpió en varias ocasiones el local de las reuniones del IWW. En septiembre de 1917 este departamento, con la aprobación del presidente Woodrow Wilson, procedió al arresto de 165 miembros del IWW acusados de «conspiración para frenar el alistamiento, animar a la deserción e intimidar a otros por medio de las luchas laborales».
En abril de 1918 comenzó el juicio contra Haywood y otros 100 miembros del IWW, presidido por el juez Kenesaw Mountain Landis. El proceso duró cinco meses, tiempo inusualmente largo en esa época; Bill testificó durante tres días. Los 101 acusados fueron hallados culpables, y Haywood (junto a otros 40 miembros del IWW), fue sentenciado a catorce años de prisión. A pesar de los esfuerzos para respaldarle, fue imposible evitar la prisión. No obstante, en 1921, evadió la libertad bajo fianza mientras se realizaba un recurso de casación, huyendo finalmente a Rusia.

### Vida en la URSS y muerte

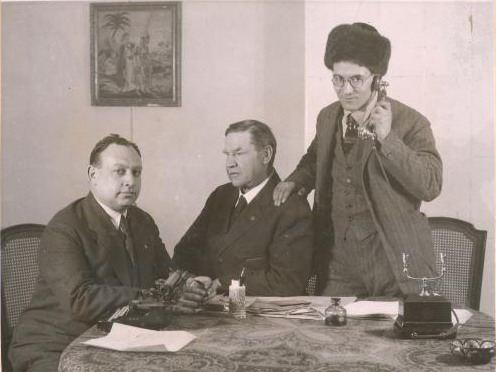
De izquierda a derecha William Shatoff, Bill Haywood y George Andreichin.

Debido a la fuerte represión a la que se enfrentaban él y las organizaciones en las que participaba, Haywood decidió exiliarse en la Rusia revolucionaria, que acababa de experimentar la Revolución de Octubre. Allí se convirtió en un consejero de trabajo para el gobierno bolchevique de Lenin, pero la enfermedad del líder soviético y la progresiva toma del poder de Stalin le hicieron abandonar el cargo en 1923. Varios visitantes al pequeño apartamento de Haywood en Moscú afirmaron que se sentía solo y deprimido, expresando el deseo de volver a su país. En 1926 se casó con una rusa, aunque tenían que comunicarse por gestos, dado que ni Haywood hablaba el ruso con fluidez ni ella el inglés. Invitado por un miembro del Partido Comunista de los Estados Unidos llamado Gus Hall (posterior líder del CPUSA), John Chapple viajó a Moscú a finales de 1927 para intentar entrevistar a Haywood, hallándolo apenas coherente y gravemente enfermo de diabetes. Victor Serge, que se encontró con él en el primer congreso de la Unión Internacional de los Sindicatos rojos, escribió:«... solo e hipócrita, distribuía enérgicas palmadas sobre los hombros de sus compañeros, un coloso tuerto el estadounidense Bill Haywood [...] que finalizó su vida en las habitaciones asfixiantes del hotel Lux, entre marxistas que no lo entendían y que él mismo no comprendía. Sin embargo, las banderas rojas le hacían sentirse feliz.»
El 18 de mayo de 1928 Haywood murió en un hospital de la capital soviética a causa de un ataque al corazón propiciado por el alcoholismo y la diabetes que padecía. La mitad de sus cenizas fueron enterradas en la Necrópolis de la Muralla del Kremlin, y una urna que contenía la otra mitad fue enviada a Chicago y enterrada cerca del Monumento a los Mártires de Haymarket.

## La filosofía obrerista de Haywood

### Sindicalismo industrial
Antes incluso de convertirse en un oficial de la Federación Occidental de Mineros (WFM), Haywood estaba convencido de la injusticia del sistema laboral hacia las clases trabajadoras. La ejecución de los activistas en Chicago a raíz del asunto de Haymarket, en 1887, fue un momento decisivo para él, que le predispuso hacia la mayor organización obrera de la época, los «Caballeros del Trabajo» (Knights of Labor). Haywood había visto hombres morir en los peligrosos túneles de la mina, e inclusive él mismo sufrió una grave herida en la mano estando en las minas, por lo que para entonces dedujo que el único respaldo con el que contaba era el proveniente de otros mineros. Cuando Haywood escuchó a Ed Boyce, de la WFM, dirigiéndose a una multitud de mineros en 1896, descubrió con entusiasmo el radicalismo sindical.
Bill Haywood también compartía con Boyce el escepticismo hacia el papel jugado por la Federación Americana del Trabajo (AFL). Criticó a los oficiales sindicalistas que eran, en su opinión, poco cooperativos para los militantes del laborismo. Recordaba con desdén las declaraciones de Samuel Gompers, cuando el líder de AFL compareció frente al Gobernador de Illinois Richard Oglesby para discutir sobre los prisioneros de Haymarket:

«He diferido toda mi vida de los principios y métodos de los condenados».

Gompers abogaba por el sindicato de oficio, concepto en que los trabajadores debían ser divididos en sindicatos según su especialidad. El AFL desdeñaba por tanto organizar a los trabajadores que no estaban cualificados. Más aún, en 1900 Gompers se convirtió en el primer vicepresidente de la Federación Cívica Nacional (NCF), dedicada a «acelerar la colaboración entre el capital y el trabajo organizado». Pero Haywood estaba convencido por la experiencia de los trabajadores ferroviarios en huelga que un tipo distinto de filosofía sindical, es decir algún tipo de sindicalismo industrial, era justamente necesario para los trabajadores. Lo anterior se volvió más evidente todavía en 1888, cuando los fogoneros mantuvieron encendidos los motores, obligando a los huelguistas a abandonar.
Eugene V. Debs había sido el líder del sindicato de fogoneros, pero abandonó el cargo para crear la Unión Americana de Ferrocarriles (ARU), organizada industrialmente para incluir a todos los trabajadores ferroviarios. En junio de 1894, la ARU votó adherirse en solidaridad a la inminente huelga de Pullman. De esta forma, el tráfico ferroviario de todo el país «fue paralizado. La efectividad de esta forma industrial de sindicalismo fue evidente desde el principio». La huelga fue sofocada por una intervención gubernamental que reunió a 2.600 Marshalls, y 14.000 soldados federales sólo en el estado de Chicago. Debs intentó recurrir a la Federación Americana del Trabajo (AFL), invitándoles a respaldar su proposición a la Asociación de Managers de Ferrocarril:

(que)...los trabajadores volverán al trabajo inmediatamente, como un solo hombre, con la condición de continuar en sus antiguos puestos; en caso contrario se convocaría una huelga general".

En vista a la indefensión de la ARU, los dirigentes de la AFL vieron el ruego del sindicato rival como una oportunidad de ganar afiliados, y dieron órdenes a sus miembros de no colaborar con los huelguistas. A pesar de lo que Haywood consideró como «una traición» y un «juego doble» por parte de la AFL -los miembros de ARU habían puesto su propia organización en peligro por otros, pero la AFL rechazaba ayudarles incluso a terminar la huelga dignamente- el poder de los trabajadores, más allá de sus propias fronteras jurisdiccionales y laborales, para unirse contra el capital le impresionó enormemente. Afirmó que el descubrimiento de ese poder fue para él como «un gran chorro de luz».
Para Haywood, los principios del sindicalismo industrial serían confirmados más adelante por la derrota de la Federación Occidental de Mineros (WFM) en la huelga de Cripple Creek (1903-1905) que, según pensaba, fracasó por insolidaridad entre sindicatos. Los mineros de la WFM querían extender los beneficios de su sindicato a los trabajadores de fundición que procesaban el mineral. Como el gobierno había aplastado la ARU, los trabajadores del ferrocarril estaban de nuevo organizados en torno a la AFL. Estos mismos sindicatos de ferroviarios continuaron transportando el mineral entre minas y fundiciones en huelga. «Los ferroviarios son el eslabón más fuerte de una cadena que está rompiéndose por ambos extremos», se quejaba Haywood. «Esta lucha, que está entrando en su tercer año, podría haber sido ganada en tres semanas si no fuera por el hecho de que los sindicatos de comercio están apoyando a los operadores de minas». La solución, obvia para Haywood, era que todos los trabajadores se uniesen a un mismo sindicato y tomasen medidas colectivas en concierto contra los propietarios. Los militantes de la WFM se referían a la AFL como la «Separación Americana del Trabajo», una crítica de la que después se haría eco por parte de Trabajadores Industriales del Mundo (IWW).

### El imperativo revolucionario de Haywood
El sindicalismo industrial de Haywood iba más allá de una simple formulación de huelgas efectivas. Había crecido como parte de la clase obrera, y su respeto por los trabajadores era auténtico. Por ello, se indignaba con facilidad ante la arrogancia de los propietarios que «nunca habían hablado con el empleado más que para darle órdenes».
Influido por su relación con Debs en su período como miembro de la WFM, Haywood también se había interesado en la nueva pasión del exlíder de los ferroviarios: el socialismo. Haywood se adhirió a sus creencias y, junto a Boyce, formuló un nuevo lema para el WFM:

El trabajo produce toda la riqueza, por ello la riqueza pertenece al productor.

Haywood había observado cómo frecuentemente el gobierno respaldaba la posición de los empresarios contra las reclamaciones de los mineros. Durante una ruta organizativa en 1899 en Coeur d'Alene, con motivo de la supresión de los salarios, la compañía infiltró espías entre los trabajadores y despidió a los líderes pro-sindicalistas. Algunos mineros irritados respondieron con violencia y, cuando murieron dos hombres, el ejército actuó para sofocar la huelga. Al igual que habían hecho en una huelga en Coeur d'Alene siete años antes, los soldados actuaron para intentar sofocar la huelga y rodearon a cientos de sindicalistas a los que, sin acusación formal, recluyeron en un almacén infectado de parásitos, manteniéndoles encerrados en nefastas condiciones sanitarias durante un año. Estaban tan hacinados que los soldados tuvieron que transferir algunos grupos a furgones. Se sabe con certeza que un líder local fue encerrado allí durante 17 años.
Haywood consideraba que los brutales hechos de Coeur d'Alene eran una manifestación de la guerra de clases. En 1901, los mineros acordaron en una convención de WFM que «solo una revolución completa de las condiciones sociales y económicas» podía «salvar a las clases trabajadoras».
Sobre las luchas sociales llevadas a cabo por la WFM en Colorado (1903-1905), con la ley marcial una vez más vigente, dos declaraciones provenientes de la Guardia Nacional y registradas para la posterioridad aclararon la relación del «ejército del operador de minas» -constituido con la colaboración del Gobernador de Colorado- y los trabajadores: cuando los abogados del sindicato solicitaron a la corte la liberación de huelguistas encarcelados ilegalmente, el Ayudante General Sherman Bell replicó: «Maldito sea el habeas corpus, les daremos post-mortem». Uno de los oficiales de Bell, cuestionado acerca de la inconstitucionalidad del proceso, contestó: «Al infierno con la Constitución. No estamos haciendo esto por la Constitución».

### Haywood en la Convención de Chicago (1917)
El general Bell era el mánager de una de las minas de carbón de Cripple Creek en las que había estallado la huelga. No fue sorprendente para Haywood saber que los soldados parecían cooperar con los intereses de los propietarios, pues era una situación que conocía de sus experiencias anteriores. Pero cuando la legislación de Colorado supo de las quejas sindicales sobre jornadas de más de 8 horas, la Corte Suprema de Colorado la declaró inconstitucional. Por ello, el WFM llevó el problema a los votantes, y el 72% de los votos del estado aprobó el referéndum. Sin embargo, el gobierno de Colorado ignoró los resultados de la consulta.
Para los miembros del WFM, quedaba claro que el gobierno favorecía descaradamente a los empresarios, y solo la acción directa de trabajadores organizados podía asegurar el mantenimiento de la jornada de 8 horas. Cuando los mineros de Idaho Springs y Telluride se sumaron a las huelgas, fueron rodeados por un grupos de vigilantes armados que les expulsaron de sus comunidades. Se dieron garantías de detener a los vigilantes que se saltasen la ley, aunque no se tomó ninguna medida efectiva.
Haywood se quejó de que John D. Rockefeller estaba «consiguiendo más poder con sus palos de golf que el pueblo de Colorado con sus votos». Para Haywood esa era una situación de bloqueo, en la que no podía ganarse nada para los trabajadores, privados de la posibilidad de conducir cambios. Por ello, su sindicalismo industrial fue tomando progresivamente un tono más revolucionario. En 1905, Haywood se aproximó a los socialistas de tendencia más a la izquierda, a los anarquistas seguidores de la tradición de Haymarket y a otros militantes sindicales para formular el concepto del «sindicalismo industrial revolucionario» que animaba la IWW. Haywood llamó a esta filosofía un «socialismo en ropa de trabajo».
Haywood siempre defendió la acción directa. La filosofía socialista -que el reverendo Thomas J. Hagerty, defensor de la WFM, llamaba «slowcialism» (de '«slow»': despacio, y «cialism»', de socialismo) no parecía ser lo suficientemente eficaz para los intereses laboristas de Haywood. Después del juicio por el asesinato de Boise, llegó a declarar:

Es una vergüenza para el Partido Socialista y para el Partido Socialista del Trabajo que hayan unido sus fuerzas con la IWW en estas desesperadas luchas políticas en tan pocas ocasiones.

Aunque continuaba siendo el campeón de la acción directa, abogó por la acción política impulsada desde el socialismo como un mecanismo sincrónico para el cambio, misma que desplegaba solo cuando pareciera relevante. En una reunión del Partido Socialista, en octubre de 1913, Haywood declaró:

Defiendo el voto industrial por sí solo cuando me dirijo a los trabajadores de las empresas textiles del Este, donde una gran mayoría son extranjeros sin representación política. Pero cuando hablo con trabajadores estadounidenses en el Oeste, defiendo un voto político e industrial.

### El «voto industrial» y sus métodos para la IWW
Haywood parecía sentirse más cómodo con una filosofía surgida a través de la dura experiencia de los trabajadores. Tuvo la habilidad de traducir complejas teorías económicas a los oídos de la clase trabajadora. Frecuentemente, prolongaba sus discursos con las palabras: «Esta noche voy a hablar de la lucha obrera y lo haré tan sencillo que hasta un abogado podrá entenderlo». Resumió la obra completa de Karl Marx en una simple observación: «Si un hombre tiene un dólar por el que no ha trabajado, otro hombre trabajó por un dólar que no recibió». Aunque respetaba la obra de Marx, se refería a ella con cierto humor irreverente.
Así, sobre sus cicatrices originadas en su época de minero, a raíz principalmente de varias trifulcas con la policía o el ejército, solía decir: «Nunca he leído El capital de Marx; pero tengo las marcas (en inglés, marks) del capital por todo el cuerpo».
Haywood demostró sus raíces marxistas cuando, interrogado por la Comisión de Relaciones Industriales sobre la santidad de la propiedad privada, respondió que la propiedad capitalista simplemente significaba para él «trabajo no pagado, plusvalía». Ese mismo foro dio también la oportunidad de distinguir la filosofía de la IWW con el marxismo o el socialismo de partido; frente al concepto marxista, que preconizaba la propiedad estatal de la empresa, Haywood recordó en su autobiografía que su posición difería esencialmente: la propiedad industrial, observó, debía corresponder «a todos los trabajadores».

### Unidad racial en el sindicalismo industrial
Buena parte del ideario de Haywood concerniente al socialismo, como la idea de un sindicalismo industrial antes que un sindicalismo gremial, su actitud sobre las corporaciones, la milicia y los políticos, parecen haber surgido de la influencia de su mentor en la WFM, Ed Boyce. Boyce también había defendido una legislación que impidiese el acceso al trabajo a los extranjeros. A diferencia de su maestro y de muchos otros líderes sindicales de la época, Haywood creía que trabajadores de todas las etnias deberían integrarse en el sindicalismo. Según decía, la IWW era:

...lo bastante grande como para integrar al hombre negro, al blanco, lo bastante grande como para asumir todas las nacionalidades, una organización que sería tan fuerte como para eliminar las fronteras nacionales, y eliminar las fronteras internacionales.

En 1912, dio un discurso en la Convención para la Hermandad de los Trabajadores de la Madera, en Luisiana, aun cuando en ese entonces las reuniones interraciales estaban prohibidas en dicho estado. Ahí, Haywood insistió ante los trabajadores blancos en invitar a sus colegas afroamericanos a sus convenciones, al afirmar que:

Trabajáis juntos en las mismas serrerías. A veces un blanco y un negro cortan juntos el mismo árbol. Estáis reuniéndoos en una convención para discutir las condiciones en las que trabajáis. Siendo así, ¿No será sensato que llaméis a los negros a la reunión? Si está contra la ley, esta es una ocasión en la que la ley debería ser quebrantada.

Ignorando la ley contra las reuniones interraciales, la convención invitó a trabajadores afroamericanos. De esa misma reunión surgió la decisión de afiliarse a la IWW.